# Бахарево (Сафакулевський округ)
Ба́харево (рос. Бахарево) — присілок у складі Сафакулевського округу Курганської області, Росія.
Населення — 246 осіб (2010, 362 у 2002).
Національний склад станом на 2002 рік:
- татари — 84 %